# Landkreis Teterow
Landkreis Teterow was een district (Landkreis) in de Duitse deelstaat Mecklenburg-Voor-Pommeren. 

## Geschiedenis
Het district Teterow ontstond op 3 oktober 1990 na de Duitse hereniging uit het volledige Kreis Teterow. Op 11 juni 1994 hield het district op te bestaan. De steden en gemeenten werden hierna onderdeel van het district Güstrow, een nieuw district dat werd gevormd uit de toenmalige districten Teterow, Güstrow en Bützow met uitzondering van het Amt Schwaan.